# اندماج المجرات

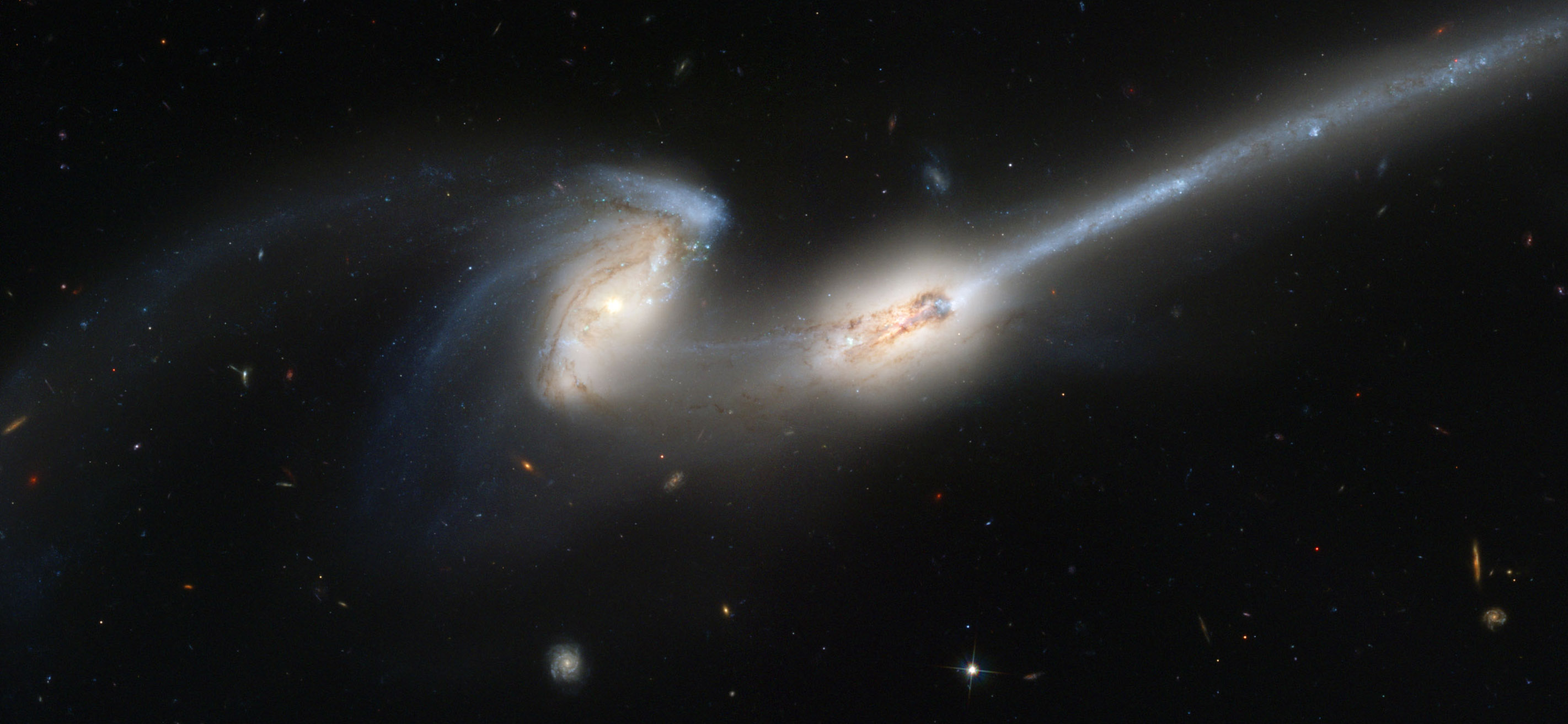
مجرتي الفئران : إن جي سي 4676أ / إن جي سي 4676بي .في عملية اندماج

اندماج المجرات يمكن أن يحدث عند اصطدام مجرتين أو أكثر. وهو النوع الأكثر عنفا من تفاعل المجرات. ويعتقد أن اندماج المجرات لا يشمل اصطدام النجوم أو الكواكب، بسبب المسافات الشاسعة بين النجوم في معظم الحالات.
تفاعلات الجاذبية بين المجرات والاحتكاك بين الغاز والغبار لها آثار كبيرة على المجرات المعنية. تعتمد الآثار الدقيقة لمثل هذه الاندماجات على مجموعة واسعة من العوامل مثل زوايا الاصطدام، السرعة، الحجم / والتكوين، اندماج المجرات مهم لأن نسبة الاندماج هو قياس أساسي لتطور المجرة. ويوفر معدل الاندماج أيضا لعلماء الفلك أدلة حول كيفية تضخم المجرات مع مرور الوقت.

## الوصف
خلال الاندماج النجوم والمادة المظلمة في كل مجرة أصبحت تتأثر بالمجرة المقتربة. وتبدأ مدارات النجوم تتأثر بفعل الجاذبية، وقد تفقد مدارتها السابقة نهائيا. وتسمى هذه العملية الاسترخاء العنيف.
إذا تصادم قرصي المجرتين، فإن الاندماج يبدأ بشكل منظم بالنجوم التي تدور في مستوى القرص، خلال عملية الدمج، يتم تحويل الحركة المنظمة إلى طاقة عشوائية.ويهيمن على المجرة الناتجة النجوم التي تدور حول المجرة في مجموعة، وشبكة عشوائية من المدرات. هذا يمكن مشاهدتة في المجرات الإهليلجية، حيث النجوم في مدارات غير مرتبة وبشكل عشوائي.
عمليات الدمج هي أيضا مواقع لكميات كثيفة من تشكل النجوم.، ان معدل تكوين النجمي خلال الاندماج كبير ويمكن أن يصل إلى الآلاف من الكتل الشمسية كل عام، وهذا يتوقف على محتوى الغاز لكل مجرة. الاندماج النموذجي أقل من 100 كتلة شمسية جديدة سنويا. هذة الكمية كبيرة بالمقارنة مع مجرتنا.